# Reserva Biológica do Lami José Lutzenberger

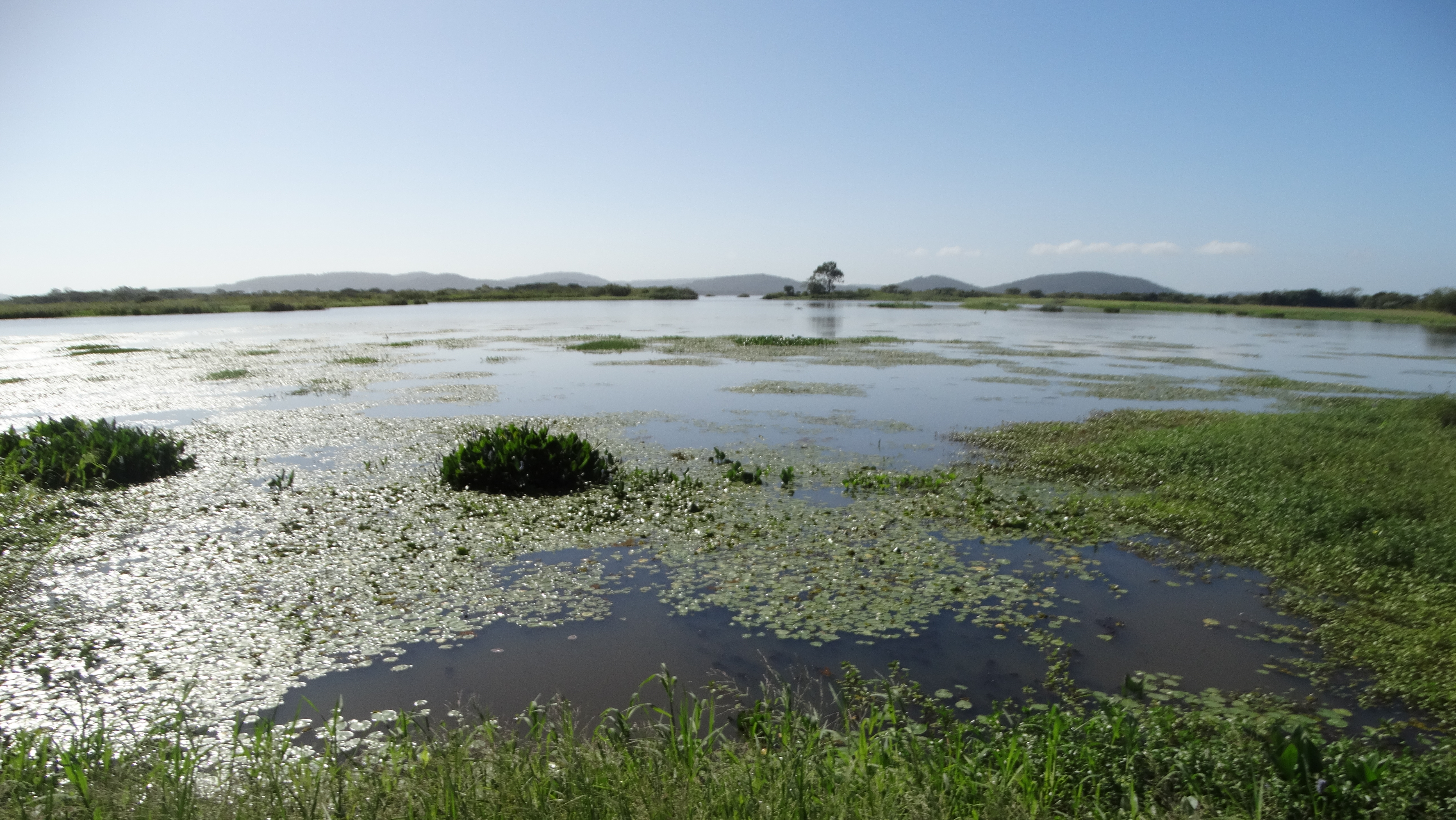

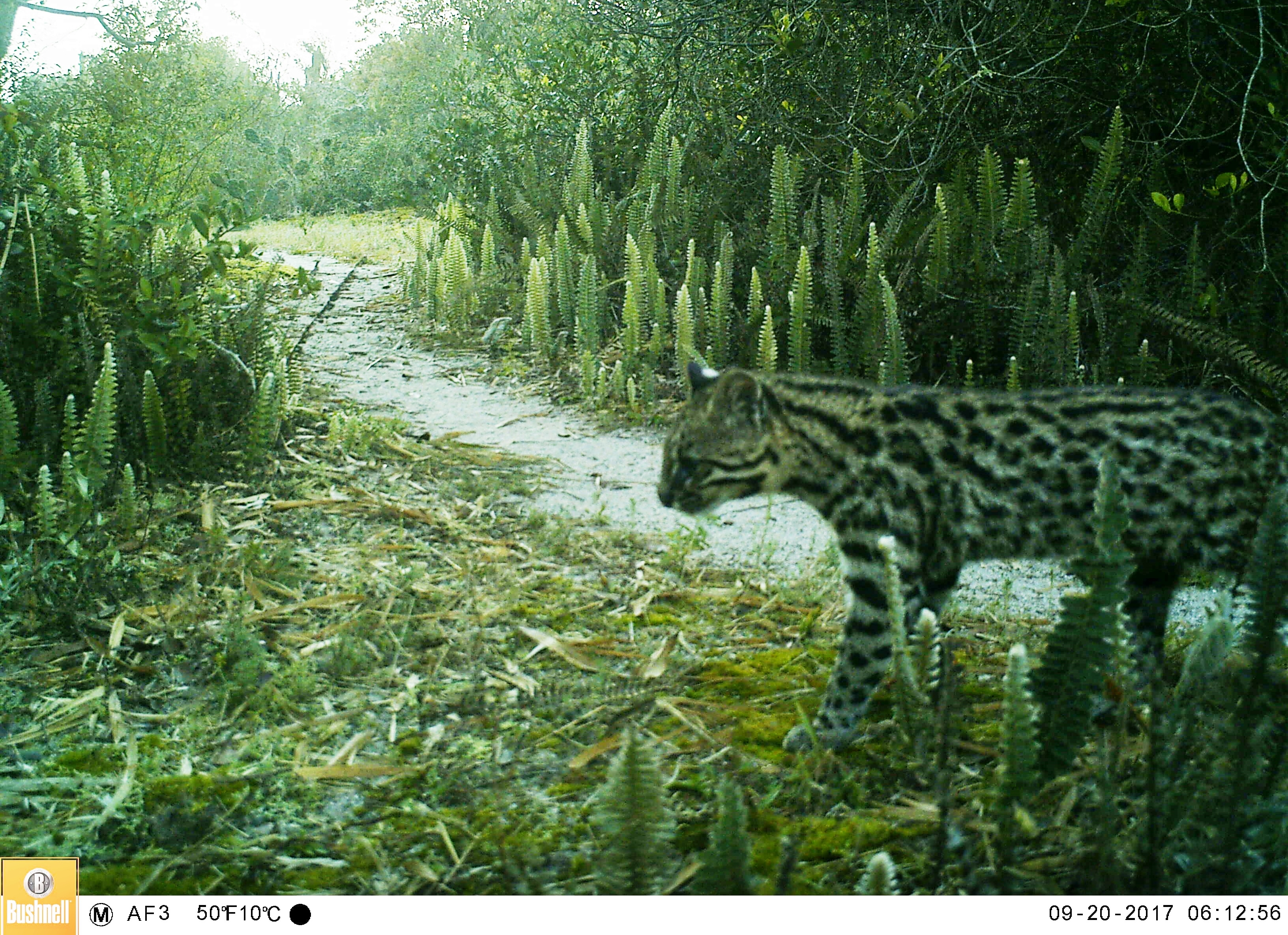

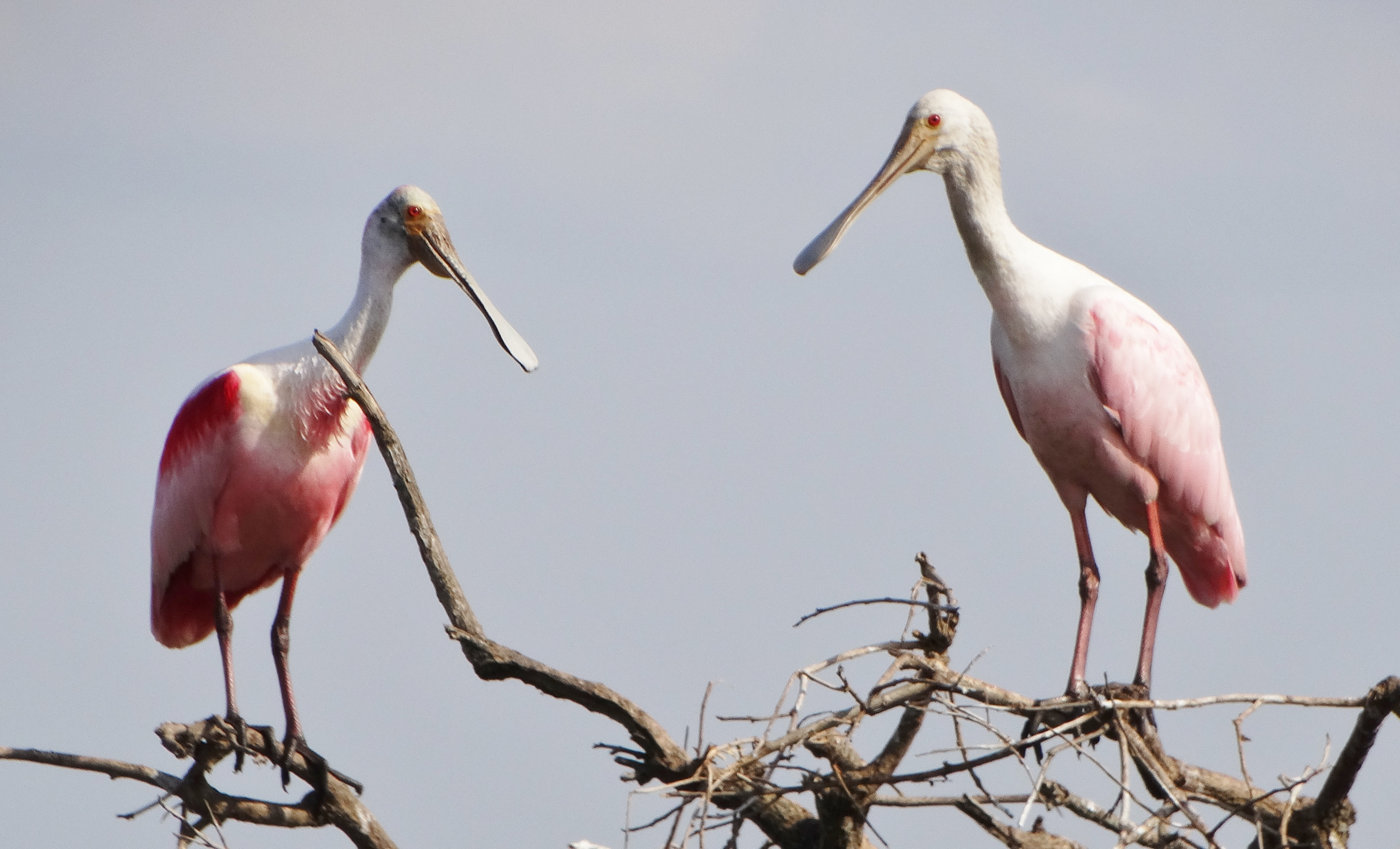

A Reserva Biológica do Lami José Lutzenberger ou simplesmente Reserva Biológica do Lami (RBL) é uma unidade de conservação da natureza de proteção integral do Sistema Nacional de Unidades de Conservação da Natureza (SNUC), atualmente com uma área de 204,04 hectares. Foi criada em 1975 com o objetivo inicial de preservar a efédra (Ephedra tweediana), – uma das três espécies de gimnospermas nativas do Brasil, endêmica da região extremo-sul da América do Sul, considerada em perigo – o que acarretou na preservação de muitas outras espécies vegetais e animais, alguns destes ameaçados de extinção. O nome é uma homenagem ao ambientalista José Lutzenberger.
A categoria denominada Reserva Biológica é a mais restritiva do SNUC, onde a visitação pública é proibida, exceto aquela com objetivo educacional e pesquisa científica, dependente de autorização prévia do órgão administrador (SNUC, 2004). 
Atualmente, a RBL recebe visitas pré-agendadas de instituições de ensino e da comunidade, oferecendo palestras de educação ambiental e trilhas interpretativas guiadas.
A RBL possui uma grande variedade de ambientes bem preservados como: matas ciliares, banhados, juncais, maricazais, vassourais, campos arenosos e uma grande área de matas de restinga. Essa variedade de habitats que encontramos na unidade é refletida em uma grande diversidade de espécies com modos de vida associados a esses tipos de ambiente.

## Espécies protegidas
Aproximadamente, 300 espécies de aves já foram registradas na reserva, dentre as quais,  várias aves migratórias. Os banhados e juncais servem como verdadeiros berçários para muitos organismos aquáticos, como peixes, anfíbios e moluscos. Nas elevações arenosas podem ser encontrados ovos de cágados.
Em 2018, foi registrado uma fêmea de gato-do-mato-pequeno com seu filhote, além de vários outros indivíduos dessa espécie (Leopardus guttulus) distribuídos em todos os ambientes da reserva. A lontra (Lontra longicaudis) também foi registrada por armadilhas fotográficas no mesmo ano.
A capivara (Hydrochoerus hydrochaeris), o maior roedor do planeta, pode ser encontrada nadando no Arroio do Lami, pastando nos campos ou ainda escondida nas matas.
Outro exemplo de espécie encontrados na unidade de conservação é a efédra (Ephedra tweediana) — vegetal característico das matas de restinga, um dos ecossistemas mais ameaçados no Rio Grande do Sul.